# Robert "Knirr" Andersson
Robert "Knirr" Andersson, född 24 november 1969 i Ystad, är en svensk handbollstränare och före detta handbollsspelare (högernia). Han spelade 139 landskamper och gjorde 259 mål för Sveriges landslag, och vann två OS-silver (1992 och 1996), ett EM-guld (1994) och ett VM-brons (1995).
Robert Andersson är far till handbollsspelaren Julius Lindskog Andersson.

## Meriter

### Med klubblag
- SM-guld 1992
- Skyttekung i Elitserien 1992, 189 mål
- 1993 EUROPALAGET-Österrike
- 1993 EHF-cupen FINAL, TSV Bayer Dormagen-Teka Santander 24-20, 20-26
- 1994 Cupvinnarcupen SEMIFINAL, TSV Bayer Dormagen-OM Vitrolles Marseille
- 2001 Final Tyska cupen
- 2002 Final Tyska cupen
- 2002 2:a tyska Bundesliga

### Med landslag
- OS-silver 1992 och 1996
- VM-brons 1995
- EM-guld 1994
- EM 1996 4:a